# Vlákno P84
P84 je polyimidové vlákno, které vyrábí rakouská firma Evonik Industries.  

## Z historie vlákna P84
Vlákno bylo vyvinuto v 80. letech 20. století u rakouské firmy Lenzing, jako začátek komerční výroby se udává rok 1991. Od roku 2007 vyrábí P84 firma Evonik jako jediný producent na světě. Údaje o rozsahu výroby nejsou publikovány.

## Vlastnosti
Pevnost 38 cN/tex, tažnost 30 %, spec. hmotnost 1,41 g/cm3, nepravidelně tvarovaný průřez (= zvětšený povrch vhodný k použití pro filtry), LOI 38 % (= nehořlavé), trvalá odolnost proti teplotám do 260 °C.
Cena vláken obnášela např. v roce 2004 cca 30 €/kg.

## Použití
P84 se vyrábí suchým zvlákňováním, při kterém dochází k polykondenzaci  tetrakarbonové kyseliny (BTDA) s aromatickým disocyanátem.
Dodává se ve formě staplových vláken v délkách 53, 60 a 80 mm v jemnostech 0,6 – 8 dtex nebo jako  multifilamentová příze 1060 dtex (480 jednotl. vláken) s 80 zákruty na metr.
Netkané textilie z P84 se používají na horkovzdušné filtry a izolační  materiál
Tkaniny, často v kombinaci s jinými materiály a netkanými textiliemi -  na ochranné oděvy proti horku
Splétané pásky jako těsnění